# Andhrawala
Andhrawala (telugu: ఆంధ్రావాలా)  to tollywoodzki film w telugu zrealizowany w 2004 roku przez Puri Jagannadha reżysera i scenarzystę. W roli głównej Jr NTR. W drugoplanowych Rakshitha, Sayaji Shinde i Rahul Dev.

## Obsada
- Jr. NTR – Shankar Pehalvan/Munna
- Sayaji Shinde – Bade Mia
- Rakshitha
- Rahul Dev
- Nasser